# Rebel Souls
Rebel Souls – drugi album studyjny polskiej grupy muzycznej Damnation. Wydawnictwo ukazało się w 1996 roku nakładem wytwórni muzycznej Last Epitaph. Nagrania zostały zarejestrowane w PJ Studios na przełomie kwietnia i maja 1996 roku we współpracy z producentem muzycznym Robertem Hajdukiem. Mastering wykonał Grzegorz Piwkowski w warszawskim studiu High End Audio.

## Lista utworów
Opracowano na podstawie materiału źródłowego.
| Nr | Tytuł utworu                     | Słowa                | Muzyka          | Długość |
| -- | -------------------------------- | -------------------- | --------------- | ------- |
| 1. | „Prelude to Rebellion”           | utwór instrumentalny | Les & Damnation | 03:11   |
| 2. | „Who Your God Is”                | Les                  | Les & Damnation | 07:37   |
| 3. | „Son of Fire”                    | Les                  | Les & Damnation | 05:36   |
| 4. | „Rebel Souls”                    | Les                  | Les & Damnation | 07:17   |
| 5. | „Azarath (Watching in Darkness)” | Les                  | Les & Damnation | 04:02   |
| 6. | „From the Abyssland”             | Bart                 | Les & Damnation | 05:39   |
| 7. | „Deliverance”                    | Bart                 | Les & Damnation | 05:39   |
| 8. | „Might Returns”                  | Les                  | Les & Damnation | 06:04   |
|    |                                  |                      |                 | 45:05   |

## Twórcy
Opracowano na podstawie materiału źródłowego.
| - Leszek "Les" Dziegielewski - gitara, śpiew - Bartłomiej "Bart" Szudek - gitara - Radosław "Dagon" Murawski - gitara basowa, keyboard | - Zbigniew "Inferno" Promiński - perkusja - Robert Hajduk - inżynieria, miksowanie, produkcja muzyczna - Grzegorz Piwkowski - mastering |